# 中国共产党新蔡县委员会
中国共产党新蔡县委员会，是中国共产党在新蔡县的领导机关。

## 第十三届
中国共产党新蔡县第十三届委员会是新蔡县在2021年8月31日召开的县第十三届委员会第一次全体会议上以无记名投票选举产生的党委领导层，以邵奉公为首。
- 中共新蔡县第十三届委员会书记（县委书记）：邵奉公
- 中共新蔡县第十三届委员会副书记（县委副书记）：李勇、桂兆权
- 中共新蔡县第十三届委员会常务委员（县委常委）：邵奉公、李勇、桂兆权、李振南、毛立功、李玉清、张辉、滕飞、刘来虎、葛鹏、张小歌